# Madeleine Cederström
Julie Madeleine Cederström, född den 10 augusti 1963 i Bromma församling i Stockholm, är en svensk friherrinna och svensk-norsk journalist och radiopersonlighet. 
Madeleine Cederström var anställd som programledare vid norska P4 från 1994 till 2007 och har beskrivits som "en av kanalens mest kända röster". Hon fick lämna P4 2007 efter vad radiokanalen ansåg var kontroversiella uttalanden om norsk asylpolitik. I samband med sin avgång framförde Cederström också synpunkter på att kanalen blivit ytlig ("forflatet") och på dess tilltagande fokusering på ren underhållning. Hon arbetar i dag vid NRK Hedmark og Oppland. Hon har där varit den första svenskspråkiga programledaren i norsk public serviceradio.
Cederström är äldsta dotter till sjökaptenen Olof Cederström och dennes hustru Sylvia, född Holmsen, samt sondotter till Bror-Gösta Cederström och Marianne Cederström. Hon var 1986–1990 gift med kommunalrådet Pål Skjervengen (född 1960). Cederström bor i Lillehammer med sina fyra barn.